# 精
精是中醫傳統上所指的三寶之一，儲存於臟腑裡的腎臟之內，所谓“肾者主蛰，封藏之本，精之处也”。是人體所需能量來源，也就是「陰」。
《素问·生气通天论》说：“因而强力，肾气乃伤。”，古人认为恣情妄泄、縱欲过度，会损害肾所藏精气，影响健康。现代医学认为性交泄出的精液，只是少量蛋白质、果糖之类的物质。但亦有學者從兔子交配時發現嗜酸性细胞与嗜碱性细胞的染色有所改变。此外在古代中醫理論中，精與遺傳有關，可製造男性的精液與女性的經血。

## 基本概念

### 精的哲学含义
中医学精、气、血、津液学说中精的概念，滥觞于中国古代哲学气一元论中的“精气说”。在中国古代哲学思想发展史上，在气的概念的演变过程中，以《管子》为代表将气范畴规定为精、精气，提出了精气说，认为精气是最细微而能变化的气，是最细微的物质存在，是世界的本原，是生命的来源。
《管子》精气说中的精、精气与气一元论的气范畴的含义同义。精、精气即是气，是形成天地万物和人类的精微物质，是最细微的物质存在。精气说是一种接近原子论的唯物主义思想。

### 精的医学含义
精（精气）在中医学上，其义有五：
1. 精泛指构成人体和维持生命活动的基本物质。“夫精者，身之本也”（《素问·金匮真言论》）。精包括先天之精和后天之精。禀受于父母，充实于水谷之精，而归藏于肾者，谓之先天之精；由饮食物化生的精，称为水谷之精。水谷之精输布到五脏六腑等组织器官，便称为五脏六腑之精。泛指之精又称为广义之精。
2. 精指生殖之精，即先天之精。系禀受于父母，与生俱来，为生育繁殖，构成人体的原始物质。“两神相搏，合而成形，常先身生，是谓精”（《灵枢·决气》）。生殖之精又称为狭义之精。
3. 精指脏腑之精，即后天之精。脏腑之精来源于摄入的饮食物，通过脾胃的运化及脏腑的生理活动，化为精微，并转输到五脏六腑，故称为五脏六腑之精。
4. 精是指精、血、津、液的统称，“精有四：曰精也，曰血也，曰津也，曰液也”（《读医随笔·气血精神论》）。实为生命物质气、血、精、津、液的概称。
5. 精指人体正气。“邪气盛则实，精气夺则虚”（《素问·通评虚实论》），“邪气有微甚，故邪盛则实；正气有强弱，故精夺则虚”（《类经·疾病类》）。

总之，在中医学的精、气、血、津液学说中，精或称精气是一种有形的，多是液态的精微物质。其基本含义有广义和狭义之分。广义的精，泛指构成人体和维持生命活动的精微物质，包括精、血、津、液在内。狭义的精，指肾藏之精，即生殖之精，是促进人体生长、发育和生殖功能的基本物质。